# Barbalissus
Barbalissus (łac. Diœcesis Barbalissenus) – stolica historycznej diecezji w Cesarstwie Rzymskim (prowincja Siria Eufratense), współcześnie w Syrii. Od XIX wieku katolickie biskupstwo tytularne, wakujące od 1969.

## Biskupi tytularni
| Lp. | Biskup                       | Od              | Do               |
| --- | ---------------------------- | --------------- | ---------------- |
| 1   | Paul-Léon Ferrant CM         | 27 czerwca 1898 | 5 listopada 1910 |
| 2   | Maurice-François Ducoeur MEP | 22 grudnia 1910 | 10 czerwca 1929  |
| 3   | Thomas Wade SM               | 3 lipca 1930    | 11 czerwca 1969  |